# Aporometra paedophora
Aporometra paedophora is een haarster uit de familie Aporometridae.
De wetenschappelijke naam van de soort werd in 1909 gepubliceerd door Hubert Lyman Clark.